# 索尼 FE 200-600mm F5.6-6.3 G OSS
索尼 FE 200-600mm F5.6-6.3 G OSS是一款适用于索尼E卡口的可变最大光圈全画幅远摄变焦镜头，发布于2019年6月11日。
该镜头是索尼E卡口当前焦距最长的原生变焦镜头，该镜头虽然是为索尼的全画幅E卡口相机设计，但也可用于同卡口的APS-C相机，在其上获得相当于全画幅镜头300-900mm的拍摄视角。